# New Scientist
New Scientist är en engelskspråkig populärvetenskaplig tidskrift som har givits ut sedan 1956. Tidningen har sitt säte i London, Storbritannien och har en läsarkrets på omkring 680 000 personer.